# NGC 6734
NGC 6734 је елиптична галаксија у сазвежђу Паун која се налази на NGC листи објеката дубоког неба.
Деклинација објекта је - 65° 27' 39" а ректасцензија 19h 7m 14,4s. Привидна величина (магнитуда) објекта NGC 6734 износи 12,8 а фотографска магнитуда 13,8. NGC 6734 је још познат и под ознакама ESO 104-36, AM 1902-653, PGC 62786.